# 이원재 (축구 선수)
이원재(1986년 2월 24일 ~ )은 대한민국의 전 축구 선수로서 포지션은 수비수였다.

## 클럽 경력
이원재는 포항 스틸러스 산하의 유소년 팀 포항제철동초등학교, 포항제철중학교, 포항제철공업고등학교를 거쳤으며, 2005년 자유 선발로 포항 스틸러스에 입단하였다. 입단 초기에는 많은 출장 기회를 얻지 못하였으나 2006년부터 조금씩 출장을 늘려 갔다. 2007 시즌에는 주로 R리그에서 활약하며 팀의 R리그 우승을 이끌었고, 10경기 무패의 기록을 이어가는 동안 단 3실점만을 허용하는 등의 활약을 보여 수비수로서는 최초로 R리그 MVP에 오르기도 하였다.
2008 시즌을 앞두고 주전으로 뛸 수 있는 팀을 찾아 전북 현대 모터스로 둥지를 옮겼으나, 한 시즌 만에 다시 울산 현대 호랑이로 이적하였다. 2010년 여름 이원재는 다시 친정팀인 포항 스틸러스로 이적하였고, 2013년 군 복무를 위해 안산 경찰청 축구단에 입단하였으며, 2014년 9월 군 복무를 마치고 원 소속팀인 포항으로 복귀하였다.
2015 시즌을 앞두고 대구 FC로 이적하였으며, 2016 시즌을 앞두고 경남 FC로 이적하였다.
2017년 마나마 FC로 이적하며 한국인으로는 최초로 바레인 리그에 진출하였다.
2018시즌을 앞두고 타이 리그의 나콘랏차시마 FC에 입단했다.
이후 2020년 인도네시아 바랑카라에서 1년 소속된 뒤 선수 생활을 마감하였다.

### 지도자 경력
2021년 과거 잠시 소속되었던 TNT FC의 A팀 코치로 부임하였다.
2022년 홍익대학교 축구부 코치로 부임하였다.

### 클럽 경기 출장 기록
2015년 11월 30일 기준 (R리그 기록 제외)
| 클럽             | 시즌 | 리그 | 리그 | FA컵 | FA컵 | 리그 컵 | 리그 컵 | 대륙 대회 | 대륙 대회 | 통산 | 통산 |
| 클럽             | 시즌 | 출장 | 득점 | 출장 | 득점 | 출장    | 득점    | 출장      | 득점      | 출장 | 득점 |
| ---------------- | ---- | ---- | ---- | ---- | ---- | ------- | ------- | --------- | --------- | ---- | ---- |
| 포항 스틸러스    | 2005 | 2    | 0    | 0    | 0    | 0       | 0       | -         | -         | 2    | 0    |
| 포항 스틸러스    | 2006 | 4    | 0    | 2    | 1    | 5       | 0       | -         | -         | 11   | 1    |
| 포항 스틸러스    | 2007 | 0    | 0    | 0    | 0    | 5       | 1       | -         | -         | 5    | 1    |
| 전북 현대 모터스 | 2008 | 4    | 0    | 0    | 0    | 2       | 0       | -         | -         | 6    | 0    |
| 울산 현대        | 2009 | 17   | 2    | 1    | 0    | 1       | 0       | 4         | 0         | 23   | 2    |
| 울산 현대        | 2010 | 0    | 0    | 0    | 0    | 0       | 0       | -         | -         | 0    | 0    |
| 포항 스틸러스    | 2010 | 3    | 0    | -    | -    | 0       | 0       | 0         | 0         | 3    | 0    |
| 포항 스틸러스    | 2011 | 2    | 0    | 0    | 0    | 0       | 0       | -         | -         | 2    | 0    |
| 포항 스틸러스    | 2012 | 3    | 0    | 0    | 0    | -       | -       | 1         | 0         | 4    | 0    |
| 안산 경찰청      | 2013 | 28   | 0    | 1    | 0    | -       | -       | -         | -         | 29   | 0    |
| 안산 경찰청      | 2014 | 11   | 1    | 1    | 0    | -       | -       | -         | -         | 12   | 1    |
| 포항 스틸러스    | 2014 | 0    | 0    | -    | -    | -       | -       | -         | -         | 0    | 0    |
| 대구 FC          | 2015 | 26   | 1    | 2    | 1    | -       | -       | -         | -         | 28   | 2    |
| 통산             | 통산 | 100  | 4    | 7    | 2    | 13      | 1       | 5         | 0         | 125  | 7    |